# Centumviri
Centumviri ("(hof der) honderdmannen") was een vast rechterlijk college, dat ongeveer in het midden van de 2e eeuw v.Chr. te Rome is ingesteld, in tegenstelling van de voor elk geval afzonderlijk gekozen rechters.
Dit college besliste slechts over burgerlijke zaken en wel die het Romeinse eigendom betroffen, voornamelijk over twisten van erfrecht.
Het kwam echter in die mate overeen met het criminele gerecht, dat het in naam van het volk recht sprak en uit de tribus werd gekozen (105 rechters, 3 uit elke van de 35 tribus, later 180, vanaf toen uit een album door loting aangewezen,  in verscheidene afdelingen of decuriën verdeeld).
Gewezen quaestors waren voorzitters, sedert Imperator Caesar Augustus de decemviri stlitibus iudicandis. Zij stonden onder het oppertoezicht van de praetor urbanus.
Als onderscheidingsteken bezat dit gerecht de hasta.
De vorm van proces van de oude legis actio sacramento bleef bij dit gerecht voortduren, ook nadat de lex Aebutia de legis actionem het had opgeheven.